# ポール・オビエフレ
ポール・オビエフレ（Paul Obiefule、1986年5月15日 - ）は、ナイジェリア・オウェリ出身の元サッカー選手。現役時代のポジションはMF。

## 経歴
ナイジェリアのハートランドFCでプロキャリアをスタートさせた。2004年にデンマークのビボルFFへ移籍した。
2007年にノルウェーのFCリン・オスロに1年契約で移籍し、2008年9月には更に契約延長を結んだ。2009年12月14日にヘーネフォスBKに3年契約で移籍した。

## 代表歴
2004年にナイジェリア代表代表としてデビューを果たした。アフリカネイションズカップ2006メンバーにも選ばれた。

## 所属クラブ
- ハートランドFC 2000–2004
- ヴィボーFF 2004–2007
- FCリン・オスロ 2007–2009
- ヘーネフォスBK 2010-2011
- リールストロムSK 2011
- クオピオン・パロセウラ 2012-2013
- アッシリスカ・フェレーニゲン 2013-2014
- モルドルップ/トストルップIF 2014-2015
- ホルステブローBK 2015-2017